# Horváth Ilona (szakácskönyvíró)
Horváth Ilona (Brassó, 1906. augusztus 26. – Budapest, 1969. április 14.) szakácskönyvíró, pedagógus.

## Élete
Kilencgyermekes család ötödik gyermekeként született, apja, Horváth József a vasúti fűtőház vezetője volt. Horváth Ilona alsóbb szintű iskoláit is itt végezte a magyar nyelvű katolikus elemi iskolában. Tanítónői diplomáját a nagyszebeni tanítónőképzőben szerezte 1924-ben. Miután Hegyközújlakon és Krasznán tanított, 1933-tól a Szeben környéki falvakban oktatott háztartási ismereteket. 1935-ben felvételt nyert a temesvári tanárképzőbe, ahol gazdasági ismereteket oktató tanári oklevelet szerzett.
A következő években egyházközösségi nővérként dolgozott, majd 1940-ben Nagyváradon lett tanár. A II. világháború következtében Budapestre került, majd 1945-ben Törökszentmiklósra helyezték, ahol kinevezték a gazdaasszonyképző iskola igazgatójának. Újabb tanári oklevelet szerzett történelem-magyar szakon, majd 1952-től a Bercsényi Miklós Gimnázium leánykollégiumának igazgatónője, mellette háztartási ismereteket oktatott a gimnazistáknak. 1967-ben nyugdíjba vonult, és 1969-ben bekövetkezett haláláig Budapesten élt.

## Szakácskönyve
Híres szakácskönyve először 1955-ben jelent meg Szakácskönyv: Háztartási tanácsadó címmel, a Magyar Nők Demokratikus Szövetsége kiadásában. Vékony, 125 oldalas könyvecske volt. A következő évben már kibővített kiadása jelent meg átszerkesztett tanácsadóval és sokkal több recepttel, 294 oldalon. Ez a kiadás volt az alapja a további kiadásoknak. F. Nagy Angéla neve az 1967-es bővített, átdolgozott kiadásban bukkant fel, mint a bevezető részek írójáé. Az 1973-ban megjelent 7. kiadásban szerepel először: "A könyvet kiegészítette és átdolgozta F. Nagy Angéla".
Érdekesség, hogy 1956-ban a kibővített könyv puha fedeles változatban is megjelent a Vezérfonal gazdaasszonykörök számára sorozatban.
Horváth Ilona szakácskönyve több mint húsz kiadásban jelent meg eddig.

## Művei
- Háztartási tanácsadó útmutató gazdaasszonykörök vezetői részére; MNDSZ, Bp., 1955
- Szakácskönyv háztartási tanácsadó; 2., bőv. kiad.; MNDSZ, Bp., 1956
- Szakácskönyv; 3., bőv. kiad.; Magyar Nők Országos Tanácsa, Bp., 1963
- Szakácskönyv; 4. bőv. és átdolg. kiad.; közrem. F. Nagy Angéla, ill. Kaján Tibor; Kossuth, Bp., 1967
- A vendéglátó háziasszony; Fátum-ars, Bp., 1994
- The traditional Hungarian kitchen; röv. kiad.; vált. Gergely Anikó, angolra ford. Csatorday Hajnalka; Kulturtrade, Bp., 1996
- Traditionelle ungarische Küche 133 Rezepte von Ilona Horváth; vál. Gergely Anikó, németre ford. Tasnádi Ágnes, Schmidt Winfried; Kulturtrade, Bp., 1996
- Marhahúsos ételek könyve; receptek Nagy Elvira, Pelle Józsefné, Horváth Ilona; Pannon-Literatúra, Kisújszállás 2006 (Konyhatündérek könyvtára)
- Horváth Ilona válogatott receptjei; Szalay, Kisújszállás, 2009
- Ízletes fogások; Szalay, Kisújszállás, 2010
- Tanulj főzni; Szalay, Kisújszállás, 2010
- Sütemények és desszertek; Pannon-Literatúra, Kisújszállás 2011
- Szakácskönyv; új., bőv. kiad.; Szalay, Kisújszállás, 2014
- Horváth Ilona illusztrált szakácskönyve; Szalay, Kisújszállás, 2017